# Trachischium fuscum
Trachischium fuscum är en ormart som beskrevs av Blyth 1854. Trachischium fuscum ingår i släktet Trachischium och familjen snokar. Inga underarter finns listade i Catalogue of Life.
Arten förekommer i Nepal samt i norra och nordöstra Indien. Honor lägger ägg.